# Nurdin Abdullah
Nurdin Abdullah (né le 7 février 1963) est un homme politique indonésien, gouverneur du Sulawesi du Sud de 2018 à 2021.